# Джиммі Фейген
Джиммі Фейген  (англ. Jimmy Feigen, 26 вересня 1989) — американський плавець, олімпійський медаліст.

## Виступи на Олімпіадах
| Олімпіада   | Дисципліна                                          | Місце |
| ----------- | --------------------------------------------------- | ----- |
| Лондон 2012 | естафета 4 × 100 вільним стилем                     | 2     |
| Ріо 2016    | естафета 4 × 100 вільним стилем (попередні запливи) | 1     |

## Зовнішні посилання
- Досьє на sport.references.com [Архівовано 13 грудня 2012 у Wayback Machine.]